# Англокатолицизм

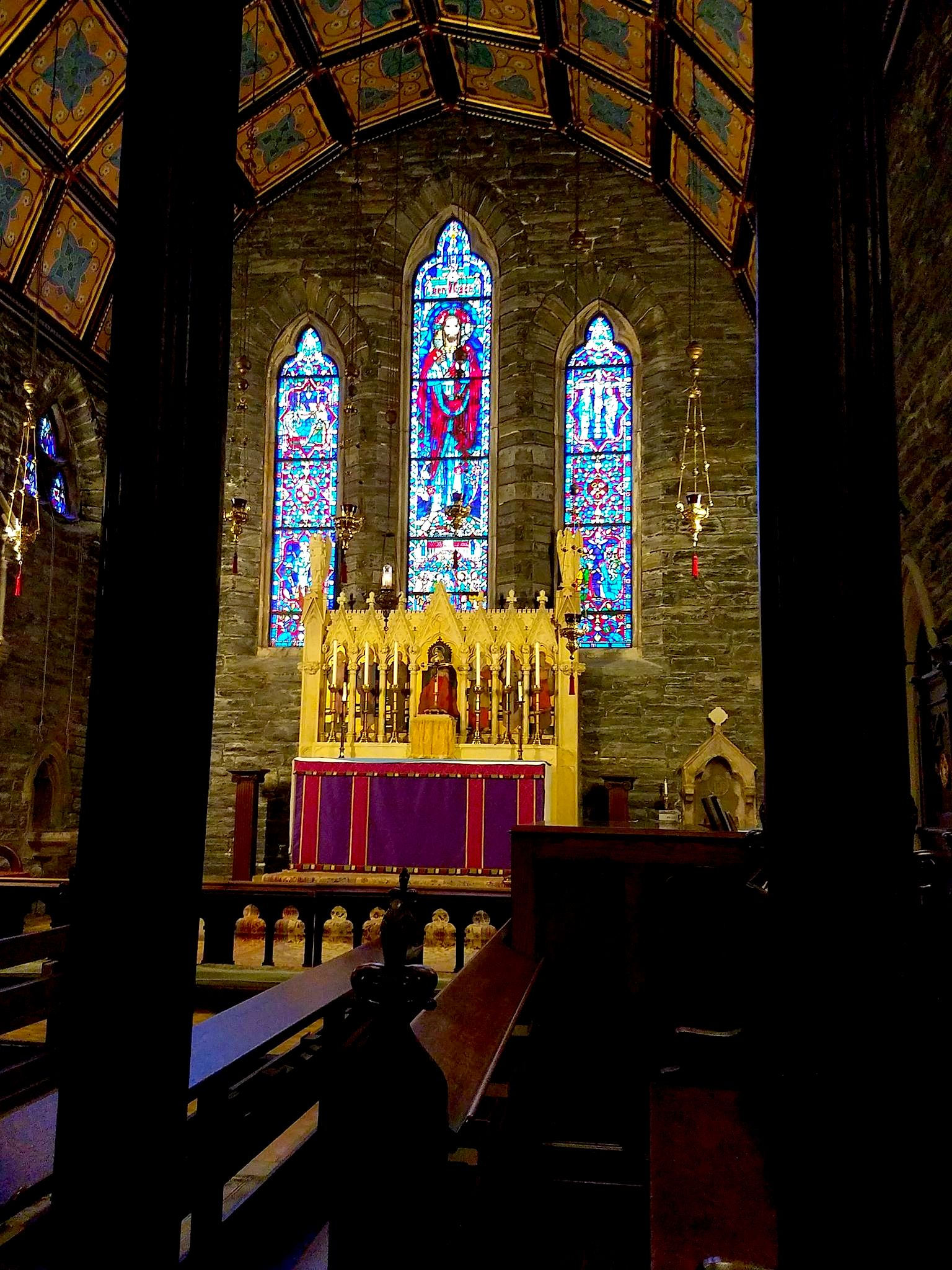
Вівтар англокатолицького храму Доброго Пастиря (Розмонт, Пенсільванія, США)

Англокатолицизм (англ. Anglo-Catholicism), англіканський католицизм (англ. Anglican Catholicism) або католицьке англіканство (англ. Catholic Anglicanism) — поняття, котрими описують людей, переконання і практики в рамках англіканства, які підкреслюють католицьку спадщину та ідентичність різноманітних англіканських церков.
Термін «англокатолицький» (англ. Anglo-Catholic) виник на початку XIX століття, хоча рухи, які підкреслювали католицьку природу англіканства, існували раніше. Особливо впливовими в історії англокатолицизму були каролінські богослови XVII століття, а потім лідери оксфордського руху, який почався з Оксфордського університету в 1833 році й відкрив період англіканської історії, відомий як «католицьке відродження».
Меншість англокатоликів, яких іноді називають англіканськими папістами, вважають, що вони є під верховенством папи Римського, навіть якщо не перебувають у євхаристійному спілкуванні з Римо-католицькою церквою. Такі англо-католики, особливо в Англії, часто служать месу згідно з сучасним римо-католицьким обрядом і шукають способи возз'єднання з Римо-католицькою церквою.
Окрім того, члени особистих ординаріатів для колишніх англікан, створених папою Бенедиктом XVI, іноді неофіційно називаються «англіканськими католиками».